# تومي تومسون (لاعب كرة قدم أمريكية أمريكي)
تومي تومسون (بالإنجليزية: Tommy Thompson)‏ هو لاعب كرة قدم أمريكية أمريكي، ولد في 27 أبريل 1972 في لومبوك في الولايات المتحدة.

## وصلات خارجية
- تومي تومسون (لاعب كرة قدم أمريكية أمريكي) على موقع مرجع كرة القدم المحترفة.كوم (الإنجليزية)